# De la part des copains
De la part des copains (Engels: Cold Sweat) is een Frans-Italiaans-Belgische actiefilm uit 1970 onder regie van Terence Young.

## Verhaal
Een koppige Amerikaan woont tegenwoordig in Frankrijk. Zijn verleden speelt hem parten, wanneer hij betrokken raakt bij een drugshandel. Een meedogenloze drugsbaron heeft het voorzien op landgenoten.

## Rolverdeling
| Acteur             | Personage       |
| ------------------ | --------------- |
| Charles Bronson    | Joe Martin      |
| Liv Ullmann        | Fabienne Martin |
| James Mason        | Kapitein Ross   |
| Jill Ireland       | Moira           |
| Michel Constantin  | Whitey          |
| Luigi Pistilli     | Fausto Gelardi  |
| Yannick Delulle    | Michèle Martin  |
| Paul Bonifas       | Arts            |
| Sabine Sun         | Verpleegster    |
| Roger Mailles      | Pokerspeler     |
| Nathalie Varallo   | Violet          |
| Remo Mosconi       | Marius          |
| Dominique Crosland | Padvindster     |
| Jean Topart        | Katanga         |